# Laghi della Sardegna

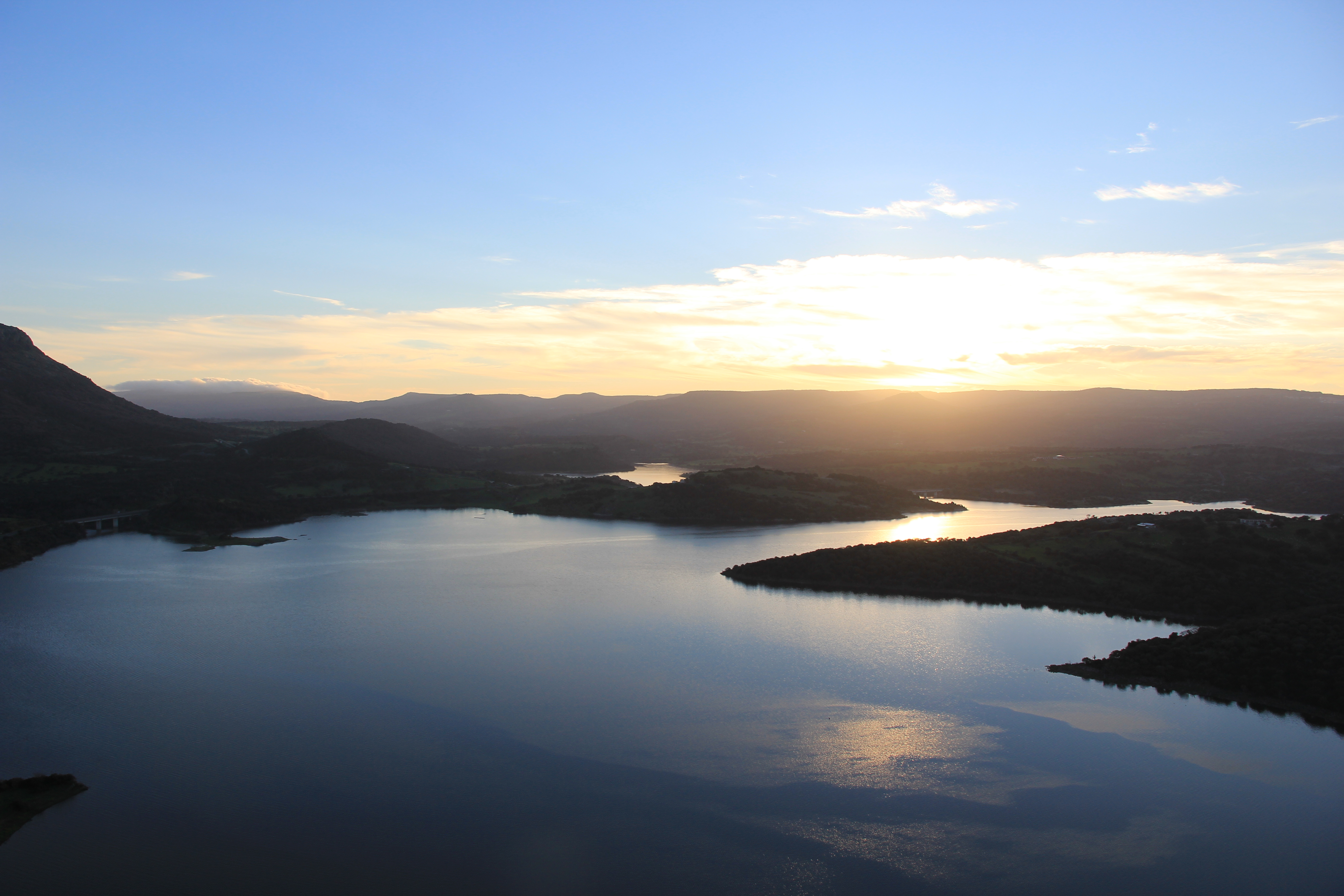
Il lago dell'alto Temo presso Monteleone Rocca Doria.

I laghi della Sardegna sono, per la maggior parte, laghi artificiali. L'unico lago naturale dell'Isola è il lago di Baratz, situato nella Nurra di Sassari.
Un caso particolare è rappresentato da alcuni laghetti temporanei di carattere stagionale, di estensione molto ridotta ed alimentati dall'acqua piovana, che vengono detti paùli. Un esempio sono i due Paùli Maiori della Giara di Tuili.
I laghi più importanti della Sardegna sono il lago Omodeo, formato dallo sbarramento del fiume Tirso, il lago del Coghinas, sul fiume omonimo ed i laghi dell'Alto e Basso Flumendosa.

## I laghi naturali
L'unico lago naturale di grandi dimensioni e d'acqua dolce dell'isola è il lago di Baratz, originatosi per la formazione di un cordone di dune sabbiose che hanno impedito il deflusso delle acque dolci verso il mare. Il lago è piccolo ed è alimentato solamente dalle acque provenienti dal suo bacino imbrifero. Le sue coste hanno uno sviluppo di circa 12 km.
I paùli sono, invece, piccoli laghetti originati dal riempimento di depressioni nel terreno da parte dell'acqua piovana. I maggiori si sviluppano nell'altopiano basaltico della Giara ed hanno, per la maggior parte, una durata temporanea limitata al periodo compreso tra l'autunno e la primavera. Pochi, di dimensioni maggiori, possono trattenere le acque per un periodo più lungo, che può estendersi a tutto l'anno. Sono caratterizzati da una bassa profondità, che raramente supera il metro.

## I laghi artificiali

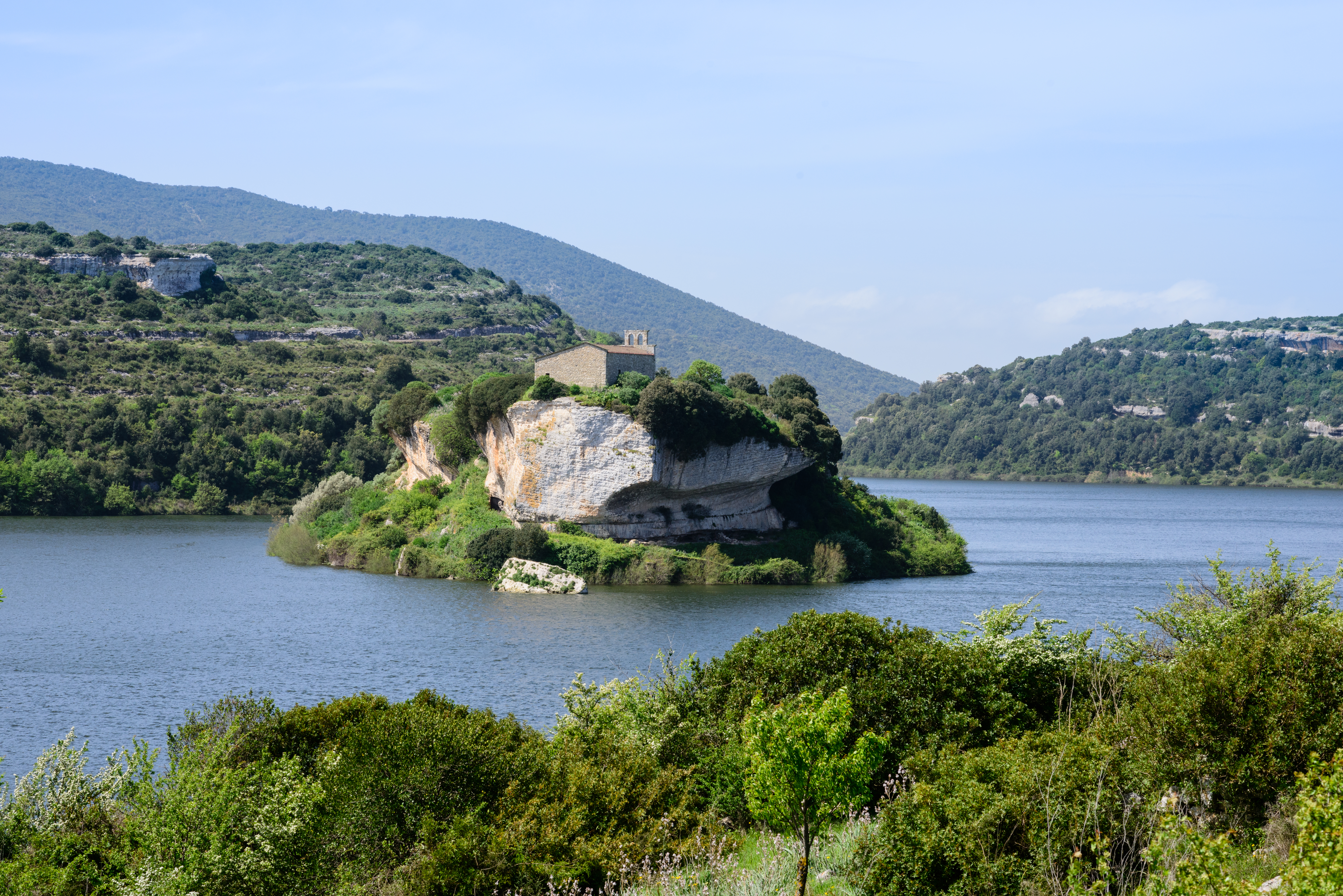
Lago Is Barroccus con al centro l'isolotto dove si trova la chiesa di San Sebastiano, Isili

In Sardegna sono presenti 38 invasi artificiali, il cui volume complessivo ammonta ad 1,6 miliardi di metri cubi d'acqua. I laghi artificiali sono i seguenti:
- Lago Bau e Mela
- Lago Loiri
- Lago Sant'Antonio
- Lago Bau Mandara
- Lago Sinnai
- Lago Bunnari
- Lago Corongiu
- Lago Monteponi
- Lago Benzone
- Lago Flumineddu
- Lago Sa Forada
- Lago Surigheddu
- Lago Govossai
- Lago Torrei
- Lago Sos Canales
- Lago Casteldoria
- Lago Bau Pressiu
- Lago Bidighinzu
- Lago Punta Gennarta
- Lago Is Barroccus
- Lago Cucchinadorza
- Lago Casteddu
- Lago Cuga
- Lago Leni
- Lago Coxinas
- Lago Posada
- Lago Simbirizzi
- Lago Cedrino
- Lago Cixerri
- Lago Bau Muggeris (o dell'Alto Flumendosa)
- Lago di Gusana
- Lago Monte Pranu
- Lago di Pattada
- Lago Monteleone (o del Temo)
- Lago Liscia
- Lago Omodeo
- Lago Coghinas
- Lago Basso del Flumendosa
- Lago Mulargia

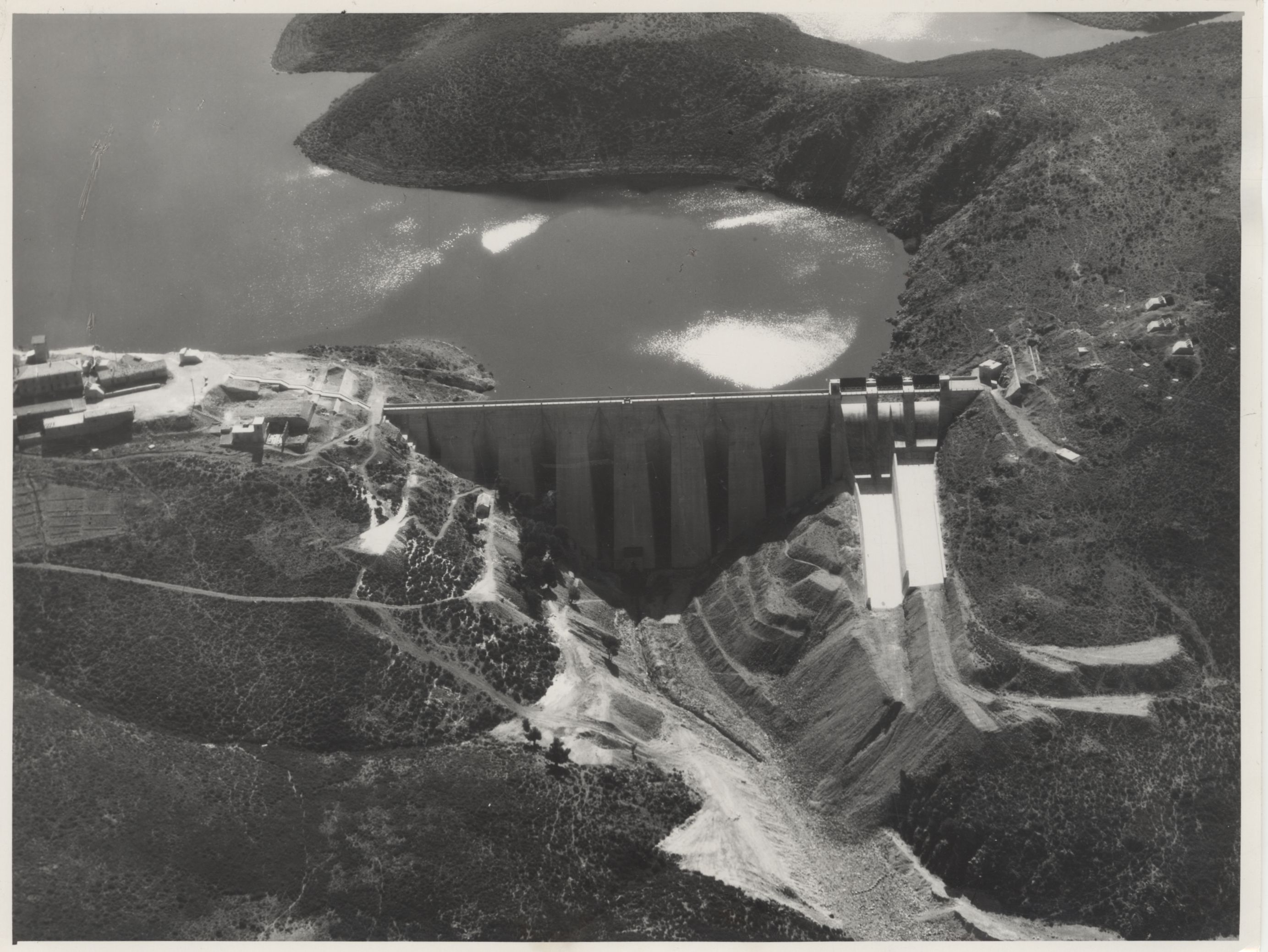
La diga di Bau Muggeris sul fiume Flumendosa. Foto del 1969 dall'Archivio storico del Touring Club Italiano.